# Rizoktonioza ziemniaka

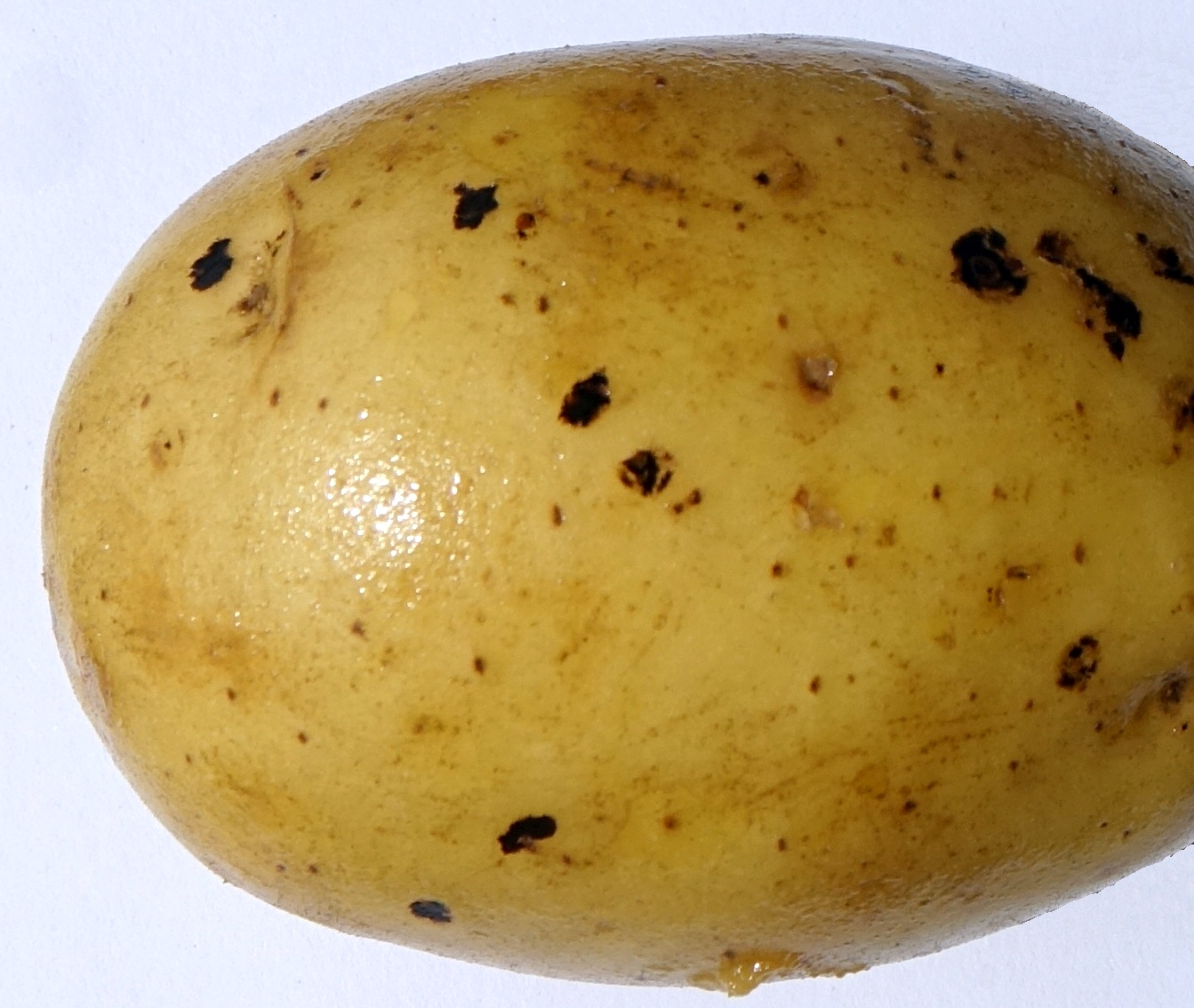
Ziemniak z objawami rizoktoniozy

Rizoktonioza ziemniaka (ang. black scurf of potato, black speck of potato) – grzybowa choroba ziemniaka wywołana przez należącego do podstawczaków grzyba Rhizoctonia solani. Choroba należy do grupy rizoktonioz i bywa nazywana także ospowatością bulw ziemniaka.

## Występowanie i szkodliwość
Choroba jest szeroko rozprzestrzeniona we wszystkich rejonach świata, w których uprawia się ziemniaka. Atakuje także wiele innych gatunków roślin powodując u nich chorobę zwaną zgorzelą siewek. U ziemniaka powoduje zmniejszenie plonu, zdrobnienie bulw i ich ospowatość. Wywiera także szkodliwe skutki pośrednie. Towarzysząca jej zgnilizna kiełków powoduje nierównomierność i opóźnienie wschodów ziemniaków, wskutek czego na plantacjach nasiennych niemożliwe staje się wykonanie pierwszej negatywnej ich selekcji przed pojawieniem się mszyc przenoszących choroby wirusowe. Choroba powoduje także zwijanie się liści wierzchołkowych bardzo przypominające objawy wirusowej choroby o nazwie liściozwój ziemniaka, co dodatkowo utrudnia wykonanie selekcji negatywnej ograniczającej rozwój chorób wirusowych.
Pojawienie się rizoktoniozy ziemniaka na plantacjach zazwyczaj przyczynia się do zmniejszenia plonu bulw o 25–50%, większego udziału w plonie małych bulw z deformacjami (do 35%) oraz częściowego braku wschodów.

## Objawy
Pierwsze objawy w postaci zgnilizny kiełkowej pojawiają się na kiełkach wkrótce po zasadzeniu bulw w ziemi. Mają postać niekształtnych, brunatnych wgłębień, a przy dużym nasileniu choroby plam. Część tak porażonych kiełków obumiera, wskutek czego wschody ziemniaków są opóźnione i nierównomierne. Z pozostałych zdrowych kiełków lub oczek śpiących wyrasta większa ilość pędów niż normalnie. Na podziemnych częściach pędów porażonych, które jednak nie obumarły, w późniejszym okresie następuje sucha zgnilizna pędów zwana próchnieniem podstawy łodyg. Stają się one w tym miejscu brunatne, i często wklęsłe. Sucha zgnilizna rozszerza się na wiązki przewodzące, wskutek czego w porażonych pędach następuje zahamowanie dostarczania z gleby wody i soli mineralnych do nadziemnych części rośliny. Skutkuje to łódkowatym zwijaniem się młodych liści. Ich dolna strona staje się fioletoworóżowa. Charakterystyczne jest, że zwijające się listki są miękkie, co odróżnia rizoktoniozę od liściorozwoju wirusowego. Rizoktonioza powoduje także uszkodzenie rurek sitowych, co utrudnia przewodzenie asymilatów od liści do bulw. Wskutek tego czasami w kątach liści powstają tzw. bulwki powietrzne.
Na plantacjach porażonych rizoktoniozą ziemniaków po pierwszych opadach deszczu często na łodygach pojawia się brudnobiała opilśń. Tworzy ją wojłokowata warstwa grzybni z podstawkami i bazydiosporami, a na powierzchni bulw ziemniaków tworzą się przetrwalnikowe sklerocja. W miarę rozwoju bulw sklerocja powiększają się i pojawiają się nowe. Objaw ten nazywany jest ospowatością bulw. Rizoktonioza ziemniaka jest w istocie zgorzelą siewek występująca u ziemniaka.

## Ochrona
Zapobiega się chorobie i ogranicza jej rozwój poprzez:
- sadzenie bulw wcześniej pobudzonych lub podkiełkowanych bulw wolnych od sklerocjów patogenu
- sadzenie bulw do starannie uprawionej i nawiezionej gleby płytko i w optymalnym terminie
- stosowanie płodozmianu. Na tym samym polu nie powinno się ziemniaków uprawiać częściej, niż co 4 lata
- wykopki bulw zaraz po ich dojrzeniu. Uniemożliwia to, lub przynajmniej osłabia rozwój na nich sklerocjów
- zaprawianie bulw przed sadzeniem. Stosuje się w tym celu fungicydy zawierające mankozeb (np. Dithane M-45 80 WP), lub opryskiwanie bulw podczas sadzenia 10 zawiesiną fungicydu zawierającego pencykuron (np. Monceren 12,5 DS) lub tolchlofos metylowy (Rizolex 50 WP)[6]